# Interaction faible

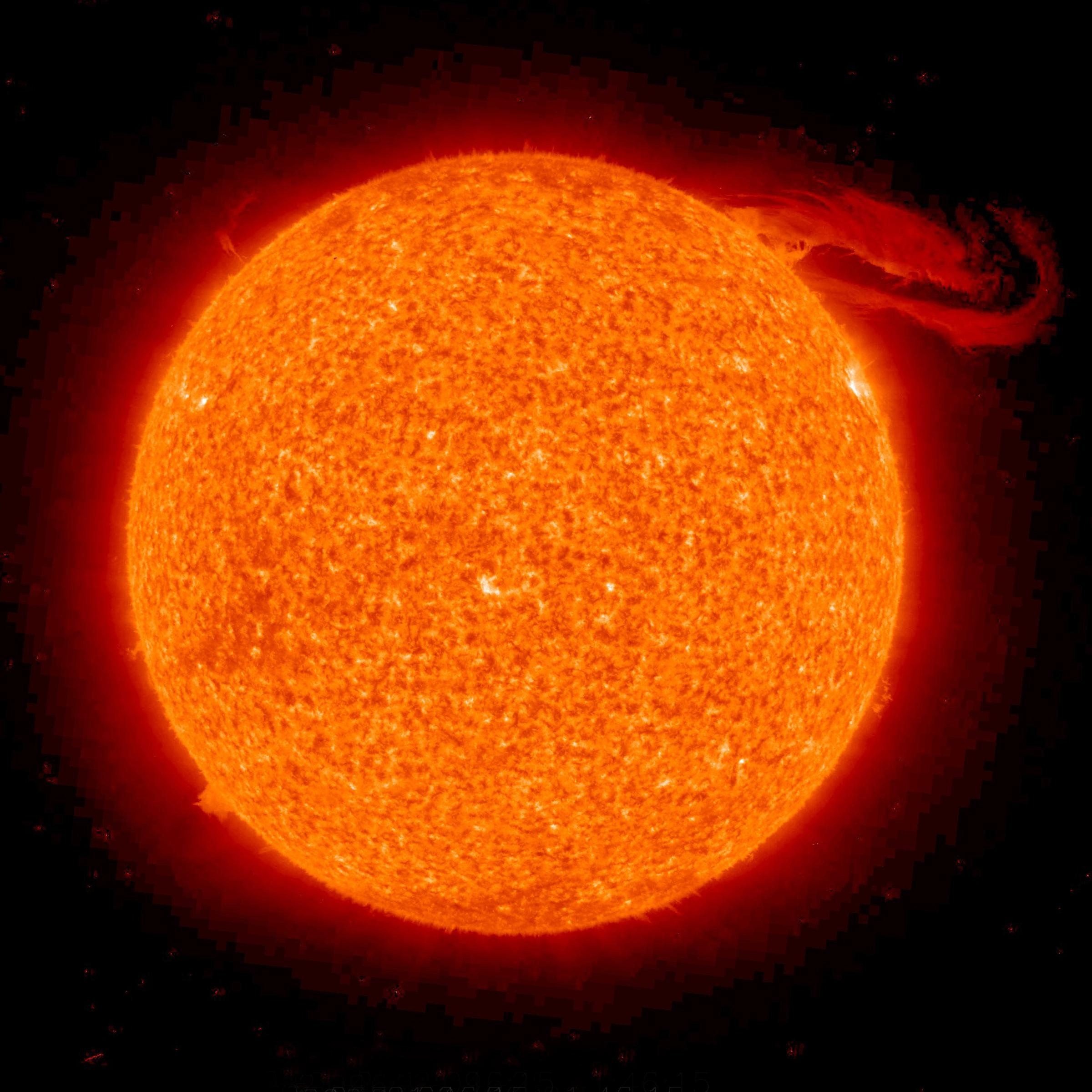
L'interaction faible déclenche la nucléosynthèse dans les étoiles.

Pour les articles homonymes, voir Interaction.
L'interaction faible (aussi appelée force faible et parfois force nucléaire faible) est l'une des quatre interactions fondamentales de la nature, les trois autres étant les interactions électromagnétique, forte et gravitationnelle. Elle est responsable de la désintégration radioactive de particules subatomiques et est à l'origine de la fusion nucléaire dans les étoiles. Elle affecte toutes les catégories de fermions connues, à commencer par les électrons, les quarks et les neutrinos. 
Dans le modèle standard de la physique des particules, l'interaction faible est causée par l'échange de bosons W+, W− et Z0. L'effet le plus connu en est la radioactivité β. La plupart des particules sont sujettes à la désintégration causée par l'interaction faible. Les bosons W et Z ont une masse très élevée, ce qui explique qu'elle a une portée très courte. Par ailleurs, son intensité (constante de couplage) est généralement plus faible de plusieurs ordres de grandeur que celles des interactions électromagnétique et forte, ce qui explique son nom. L'interaction faible a plusieurs propriétés uniques, parmi lesquelles sa capacité à changer la saveur des quarks et à briser la symétrie de parité et la symétrie CP.
L'interaction faible a été décrite pour la première fois dans les années 1930 par Enrico Fermi, qui en faisait une interaction de contact à quatre fermions. Nommée interaction de Fermi, Fermi s'en est servi pour expliquer la désintégration β du neutron. Elle fut aussi utilisée en 1947 lors de la découverte de la désintégration du muon. Par la suite, une description sous forme de champ à très faible portée a été préférée. En 1968, les interactions électromagnétique et faible ont été unifiées, et présentées comme deux aspects de l'interaction électrofaible.
La radioactivité β est à l'origine de la nucléosynthèse dans les étoiles. C'est elle qui rend possible la datation par le carbone 14, en transformant le carbone 14 en azote 14. Elle est aussi à l'origine de la radioluminescence, utilisée dans l'illumination au tritium et dans les générateurs bêtavoltaïques.

## Propriétés

Diagramme décrivant la probabilité de désintégration d'un quark en un autre quark.

L'interaction faible est unique à plusieurs points de vue :
- c'est la seule interaction fondamentale capable de changer la saveur des quarks ;
- c'est la seule qui viole la symétrie P (parité) ;
- c'est aussi la seule qui viole la symétrie CP ;
- elle est portée par des bosons munis d'une masse importante, cette caractéristique inhabituelle étant expliquée dans le modèle standard par le mécanisme de Higgs[1] ;
- c'est la seule qui ne produit aucun état lié connu entre corpuscules, qui serait comparable aux orbites des planètes autour des étoiles pour la gravitation, à celles des électrons autour des noyaux pour l'interaction électromagnétique, et aux liaisons entre quarks dans les nucléons pour l'interaction forte.

L'interaction faible permet à tous les leptons et à tous les quarks d'échanger de l'énergie, de la masse et de la charge électrique, leur permettant de changer de famille et de saveur.
L'interaction faible a une portée très courte, et son influence est limitée au noyau atomique. On peut l'expliquer par la masse des bosons W et Z, qui est d'environ 90 GeV/c2, ce qui leur donne une durée de vie inférieure à 10−24 s et confère à l'interaction faible une portée théorique d'environ 10−17 m, soit cent fois moins que l'interaction forte (les autres interactions fondamentales – électromagnétique et gravitationnelle – ont une portée infinie).
Cette force fondamentale est la plus faible des interactions non gravitationnelles. Aux énergies habituellement considérées en physique nucléaire, on la modélise par une interaction effective simplifiée (force de Fermi) dont la constante de couplage est environ 10 000 fois moindre que celle de l'interaction électromagnétique et 1 000 000 fois moindre que celle de l'interaction nucléaire forte. Cela s'explique entre autres par le fait que son champ d'action est très limité. Cependant, son intensité croît rapidement avec l'énergie des particules en présence, ce qui fait qu'elle rattrape l'interaction électromagnétique vers quelques dizaines de GeV. C'est à ce niveau qu'elle se mélange avec elle pour donner l'interaction électrofaible. Seule la force gravitationnelle est encore plus faible, mais elle croît encore plus vite avec l'énergie que l'interaction faible, ce qui laisse ouverte la possibilité d'une unification de toutes les interactions élémentaires.

## Mécanismes

### Charge
«  Charge faible » redirige ici. Ne pas confondre avec Hypercharge faible.
| génération 1      | génération 1               | génération 1           | génération 2      | génération 2                  | génération 2           | génération 3     | génération 3                   | génération 3           |
| fermion           | symbole                    | isospin faible         | fermion           | symbole                       | isospin faible         | fermion          | symbole                        | isospin faible         |
| ----------------- | -------------------------- | ---------------------- | ----------------- | ----------------------------- | ---------------------- | ---------------- | ------------------------------ | ---------------------- |
| électron          | {\displaystyle e^{-}\,}    | {\displaystyle -1/2\,} | muon              | {\displaystyle \mu ^{-}\,}    | {\displaystyle -1/2\,} | tau              | {\displaystyle \tau ^{-}\,}    | {\displaystyle -1/2\,} |
| neutrino-électron | {\displaystyle \nu _{e}\,} | {\displaystyle +1/2\,} | neutrino muonique | {\displaystyle \nu _{\mu }\,} | {\displaystyle +1/2\,} | neutrino tauique | {\displaystyle \nu _{\tau }\,} | {\displaystyle +1/2\,} |
| quark up          | {\displaystyle u\,}        | {\displaystyle +1/2\,} | quark charme      | {\displaystyle c\,}           | {\displaystyle +1/2\,} | quark top        | {\displaystyle t\,}            | {\displaystyle +1/2\,} |
| quark down        | {\displaystyle d\,}        | {\displaystyle -1/2\,} | quark étrange     | {\displaystyle s\,}           | {\displaystyle -1/2\,} | quark bottom     | {\displaystyle b\,}            | {\displaystyle -1/2\,} |

La charge associée à l'interaction faible est l'isospin faible (T3 ou Tz). C'est l'équivalent de la masse pour la gravitation, de la charge électrique pour l'interaction électromagnétique et de la charge de couleur pour l'interaction forte. Elle gouverne la manière dont deux particules interagissent. Les fermions élémentaires ont un isospin faible de ±1/2. Par exemple, les quarks de type up (u, c et t) ont T3 = +1/2. Ils se transforment en quarks de type down (d, s ou b) qui ont  T3 = −1/2, et vice-versa. Les bosons ont un isospin faible de 0 ou ±1. En particulier, le W+ a T3 = 1 et le W− a T3 = -1, ce qui permet des auto-interactions du champ d'interaction faible appelées couplages trilinéaires et quadratiques.
L'isospin faible est conservé lors des désintégrations : la somme des isospins faibles est identique avant et après la réaction. Par exemple un pion π+, qui a un isospin faible de +1, se désintègre en un antimuon μ+ d'isospin faible +1/2 et un neutrino muonique νμ d'isospin faible +1/2.
Depuis l'introduction de la théorie électrofaible, une nouvelle charge nommée hypercharge faible a été proposée. C'est une combinaison de la charge électrique et de l'isospin faible : {\displaystyle \qquad Y_{W}=2(Q-T_{3})}. L'hypercharge faible est le générateur de la composante U(1) du groupe de jauge électrofaible SU(2)xU(1).

### Courant chargé

Diagramme de Feynman d'une désintégration β d'un neutron en un proton, un électron et un anti-neutrino électronique, via un boson W^{−}.

L'interaction de Fermi a été mise en évidence la première. Au début du XXIe siècle, elle est considérée comme une interaction effective à basse énergie représentant l'échange du W±, qui, étant électriquement chargé, se couple à un courant lui-même électriquement chargé : la partie la plus couramment utilisée de ce courant est constituée d'une partie qui annihile un neutrino électronique et crée un électron, ou l'inverse, ou encore crée/annihile une paire neutrino-positron, ou les mêmes processus avec les antiparticules. Elle joue le même rôle avec la paire neutron-proton. C'est cette interaction qui est à la base de la désintégration β du neutron, que l'on peut schématiser par la réaction :
{\displaystyle \mathrm {n} ~\to ~\mathrm {p} \,+\,\mathrm {W} ^{-}~\to ~\mathrm {p} \,+\,\mathrm {e} ^{-}\,+\,\mathrm {{\bar {\nu }}_{e}} }
Comme le W a une masse élevée, la durée de la réaction pendant laquelle le W est virtuel est très brève, et l'interaction se produit pratiquement sur place, se résumant à l'interaction ponctuelle de Fermi :
{\displaystyle \mathrm {n} ~\to ~\mathrm {p} \,+\,\mathrm {e} ^{-}\,+\,\mathrm {{\bar {\nu }}_{e}} }
Comme les particules présentes avant la réaction et celles présentes après sont différentes, il a été très facile de mettre en évidence les désintégrations β, et ainsi indirectement les courants électriquement chargés.

### Courant neutre
Le Z0 donne lieu au même genre de réactions que les W, mais il se fait durement concurrencer par des interactions électromagnétique et forte. On n'a donc réussi à mettre en évidence le courant électriquement neutre qui se couple au Z qu'en mettant en évidence des réactions où le neutrino présent au début se retrouve à la fin. Ceci exigeait évidemment de faire une expérience avec un faisceau de neutrinos suffisamment intense, et à une énergie suffisante pour avoir une probabilité d'observer des événements. Ce tour de force ne fut réalisé, après la formulation de la théorie, qu'en 1973 (voir découverte des courants neutres).

## Historique des découvertes

### Radioactivité  β
La radioactivité est connue depuis 1896, la distinction entre radioactivité α et β faite depuis 1899, la transmutation entre atomes établie depuis 1901, et les indices d'une perte d'énergie dans le processus s'accumulèrent entre 1911 et 1927. C'est en 1930 que Wolfgang Pauli a suggéré qu'une particule neutre très légère était émise mais pas encore observée,, et en 1934 que Fermi proposa une théorie de la radioactivité  β dans laquelle des neutrinos sont émis. Cette théorie prévoit des interactions à 4 fermions (neutron, proton, électron et neutrino), qui constituent la première version de l'interaction faible.

### Violations de symétrie
On a longtemps cru que les lois de la nature étaient identiques entre deux situations qui sont le reflet l'une de l'autre dans un miroir. Cette loi de parité était respectée par la gravitation classique, l'électromagnétisme et l'interaction forte, et on la supposait universelle. Mais dans les années 1950, Chen Ning Yang et Tsung-Dao Lee suggérèrent que l'interaction faible violait cette symétrie. Chien Shiung Wu et ses collaborateurs démontrèrent la violation de la symétrie de parité en 1957, et Yang et Lee reçurent le Prix Nobel de physique la même année.
La découverte de la violation de symétrie et l'apparition des théories de renormalisation suggérèrent à Robert Marshak et George Sudarshan en 1957 puis à Richard Feynman et Murray Gell-Mann de modifier la théorie de Fermi en introduisant une caractéristique des particules nommée chiralité. Dans cette théorie, l'interaction faible agit seulement sur les particules de chiralité gauche, celles de chiralité droite n'y étant pas sensibles. Dans la situation miroir, la chiralité change et donc l'interaction n'agit pas sur les mêmes particules. À cette époque, le boson Z n'était pas connu et la théorie n'incluait pas les champs de chiralité droite qui interviennent dans les courants neutres.
La nouvelle théorie introduisait une nouvelle symétrie nommée CP, qui combine la parité (permutation gauche droite) et la conjugaison (permutation entre particules et antiparticules). Mais en 1964, James Christenson, James Watson Cronin, Val Fitch et René Turlay montrèrent expérimentalement que cette symétrie était violée elle aussi dans la désintégration des kaons ; Cronin et Fitch obtinrent le Prix Nobel de physique en 1980 pour ce résultat. En 1973, Makoto Kobayashi et Toshihide Maskawa montrèrent que la violation de symétrie CP requiert une troisième génération de particules dans les modèles théoriques.

### Unification
En 1979, Abdus Salam, Sheldon Glashow et Steven Weinberg reçurent le prix Nobel de physique pour leurs contributions à l'unification théorique entre l'interaction faible et l'interaction électromagnétique, créant ainsi le modèle standard de l'interaction électrofaible,,,. Son existence fut prouvée expérimentalement en deux étapes. Tout d'abord, la collaboration Gargamelle en 1973 permit de découvrir les courants neutres. Puis en 1983 les collaborations UA1 et UA2 démontrèrent l'existence des bosons W et Z,, ; en 1984, Carlo Rubbia et Simon van der Meer obtinrent le prix Nobel de physique pour leur contribution à ces expériences.